# António Pinheiro (compositor)
António Pinheiro (Montemor-o-Novo, c. 1550 – Évora, 19 de junio de 1617) fue un maestro de capilla y compositor portugués del Renacimiento.

## Vida
António Pinheiro nació alrededor de 1550 en Montemor-o-Novo, en el Alentejo. Diogo Barbosa Machado menciona en su breve registro biográfico que estudió con el maestro español Francisco Guerrero, pero es mucho más probable que recibiera su formación musical en la Catedral de Évora con el entonces maestro de clausura Francisco Velez.
El 12 de marzo de 1576 fue nombrado maestro de capilla del Palacio Ducal de Vila Viçosa por el duque de Bragança, Juan I, el primer maestro portugués en ocupar el puesto, sucediendo a Ginés de Morata. Su salario en 1605 fue duplicado de diez mil a veinte mil reales, de nuevo aumentado en 3000 reales en 1606 y otros 4000 reales en 1609.
A pesar de esos pagos de 1609, hacia 1606 había vuelto a Évora para ocupar el puesto de maestro de clausura de la Catedral de Évora dejado vacante por Filipe de Magalhães, pero fue despedido unos años más tarde, el 8 de octubre de 1608, siendo sustituido por Domingos Martins. La reclamación de Pinheiro, enviada a través del escribano Fernão de Lemos, no tuvo éxito. El conflicto se alargó hasta noviembre, cuando se le concedió un salario anual de cuarenta mil reales y dos moios de trigo.
Entre finales de 1608 y principios de 1609 volvió al puesto de maestro de capilla en el Palacio Ducal de Vila Viçosa. Allí trabajó hasta 1616, cuando su cargo fue ocupado por el inglés Roberto Tornar. Posteriormente regresó a Évora, donde falleció el 19 de junio de 1617.

## Obra
La gran mayoría de la producción del maestro Pinheiro se perdió, sobreviviendo solo unas pocas composiciones en la biblioteca del Palacio Ducal de Vila Viçosa. En la Real Musicoteca del rey Juan IV de Portugal había al menos tres obras de su autoría, pero seguramente se perdieron durante su destrucción en el terremoto de Lisboa de 1755.
- Beatus ven, a 4 voces[7]
- Beati omnes, a 4 voces[7]
- De profundis, a 4 voces[7]
- Laetatus sum, a 4 voces[7]
- Lauda Jerusalén," a 4 voces[7]

### Obra perdida
- Ave Regina caelorum (del tiempo de Cuaresma), a 4 voces;[6]
- Inter natus mulierum (de San Juan Bautista) a 4 voces;[6]
- Tollite jugum meum (del Común de los Apóstoles) a 5 voces;[6]
- Magnificat a varias vocesvoces[8]
- Cançonetas do Natal.[3]

## Discografía
- 1994 — Meus olhos van per lo mar. Coral Dinamene. Tradisom. Faixa 22: "Laetatus sum".
- 1994 — Canções, vilancicos e motetes portugueses: séculos XVI-XVII. Huelgas Ensemble. Sony Classical. Faixa 4: "Laetatus sum".

## Rerefencias
1. ↑  Ryan, Michael (20 de enero de 2001). «Pinheiro, António». Grove Music Online (en inglés). Oxford Music Online. Consultado el 19 de agosto de 2022.
2. ↑  Machado, Diogo Barbosa (1741). Bibliotheca Lusitana Historica, Critica, e Cronologica (en portugués) I. Lisboa: Oficina de António Isidoro da Fonseca. p. 356. Consultado el 9 de enero de 2022.
3. 1 2 3 4 5  Henriques, Luís C. F. (febrero de 2014). António Pinheiro: Uma nota biográfica. Archivado desde el original el 26 de septiembre de 2020. Consultado el 9 de enero de 2022.
4. ↑  Castro, João Bautista de (1763). Mappa de Portugal antigo, e moderno II. Lisboa: Oficina Patriarcal de Francisco Luís Ameno.
5. ↑  Valladares Ramírez, Rafael. «Juan IV de Portugal». Diccionario Biográfico Español. Real Academia de la Historia. Consultado el 9 de enero de 2022.
6. 1 2 3 4  Primeira Parte do Index da Livraria de Música do Muito Alto, e Poderoso Rei Dom João o IV, Nosso Senhor. Porto: Imprensa Portuguesa. 1649.
7. 1 2 3 4 5  «European Music Manuscripts: Series Three: From The Biblioteca Da Paço Ducal De Vila Viçosa». Gale International Limited e Fundação da Casa de Bragança. 2005.
8. ↑  Castro, João Bautista de (1763). Mappa de Portugal antigo, e moderno II. Lisboa: Oficina Patriarcal de Francisco Luís Ameno.

- Datos: Q28679049